# Nesthocker – Familie zu verschenken
Nesthocker – Familie zu verschenken  ist der Titel einer deutschen Familien-Fernsehserie. Die Serie lief in drei Staffeln jeweils dienstags um 19:25 Uhr im ZDF.

## Handlung
Hauptperson der Handlung ist die geschiedene Mittvierzigerin Marianne Brandt, dargestellt durch Sabine Postel, die nach der Scheidung von ihrem Ehemann Theo Brandt das Ziel verfolgt, ihr bereits 20 Jahre andauerndes Leben als Hausfrau, Mutter und Ehefrau zurückzulassen und diesem neue Inhalte zu geben. Ihr Exmann Theo lebt mittlerweile mit seiner neuen Lebensgefährtin Jennifer Busche zusammen. Um ihre eigene Freiheit zurückzugewinnen, nimmt Marianne zunächst sogar eine Stelle als Putzkraft an, in späteren Folgen führt sie mit ihrer Freundin Inge Hertel dann ein Reisebüro in Köln. Allerdings haben ihre fast erwachsenen Kinder Nina und Oliver den Ablösungsprozess vom Elternhaus noch nicht vollzogen. Die Tatsache, dass sogar Olivers Freundin Maja regelmäßig im Haushalt ein und aus geht, wird noch dadurch verschärft, dass ihre ehemalige Schwiegermutter Lotte Brandt sich bei Marianne fest einquartiert. Trotz dieser Hemmnisse verliebt sie sich in den Anwalt Jan König, der Vater der Kinder Mäxchen und Paula ist. Nachdem Nina gemeinsam mit ihrem Freund Nils Jansen den kleinen Anton zur Welt bringen und die im Haushalt lebende Ex-Schwiegermutter Lotte dort auch noch ihren Freund mitaufnehmen will, zieht Marianne mit Jan in ein eigenes Haus und der Rest des Haushaltes splittet sich dadurch wenigstens räumlich auf verschiedene Haushalte auf. Kai Lentrodt spielt in der Serie in der Rolle des Lutz Marquardt den intriganten Arbeitskollegen von Mariannes Tochter Nina. Nachdem ihr Sohn Oliver in der dritten Staffel dann nach Australien auswandert, kompensiert Marianne dies anscheinend, indem sie ihre Urlaubsbekanntschaft Leo als „Ersatzsohn“ annimmt. Generell gibt es in der dritten Staffel Neuigkeiten. Ninas neue Liebe ist jetzt Alexander Paul und Marianne selbst ist nun mit dem Bauunternehmer Max Assauer liiert, mit dem sie erneut und wieder erfolglos den Versuch startet, einen gemeinsamen Haushalt ohne die Verpflichtungen gegenüber den anderen zu führen.

## Besetzung
| Charakter              | Schauspieler         |
| ---------------------- | -------------------- |
| Marianne Brandt        | Sabine Postel        |
| Oliver Brandt          | Christian Wunderlich |
| Nina Brandt            | Tanja Wedhorn        |
| Theo Brandt            | Ralph Schicha        |
| Lotte Brandt           | Margret Homeyer      |
| Nils Jansen            | Andreas Elsholz      |
| Ingeborg „Inge“ Hertel | Nina Hoger           |
| Jennifer Busche        | Jana Hora            |
| Katrin König           | Gesche Tebbenhoff    |
| Lutz Marquardt         | Kai Lentrodt         |
| Achim Brinckmann       | Thomas Balou Martin  |

| Charakter      | Schauspieler      |
| -------------- | ----------------- |
| Maja           | Felicitas Woll    |
| Jan König      | Helmut Zierl      |
| Steffi Baum    | Alexandra Wilcke  |
| Mäxchen        | Marius Theobald   |
| Paula          | Kim Hardt         |
| Alexander Paul | Dirk Mierau       |
| Klein-Anton    | Levin Sausen      |
| Max Assauer    | Krystian Martinek |
| Leo Claasen    | Luke Wilkins      |
| Joseph         | Ernst H. Hilbich  |
| Marlene        | Eva Kryll         |

## Episodenübersicht
| Nr.            | Titel                     | Ausstrahlung Titel | Kamera        | Regie          | Buch                                          |
| Erste Staffel  | Erste Staffel             | Erste Staffel      | Erste Staffel | Erste Staffel  | Erste Staffel                                 |
| -------------- | ------------------------- | ------------------ | ------------- | -------------- | --------------------------------------------- |
| 1.             | Pilotfilm                 | 11. Januar 2000    | P. Hoffmann   | U. Möller      | C. Yiannopoulos, P. Welzel, M. Laabs Kowalski |
| 2.             | Ohne Mama geht es nicht   | 18. Januar 2000    | A. Glanert    | F. Meyer Price | C. Yiannopoulos, P. Welzel, M. Laabs Kowalski |
| 3.             | Eine für alle             | 25. Januar 2000    | A. Glanert    | F. Meyer Price | C. Yiannopoulos, P. Welzel, M. Laabs Kowalski |
| 4.             | Reif für die Insel        | 1. Februar 2000    | A. Glanert    | F. Meyer Price | M. Laabs Kowalski                             |
| 5.             | Start mit Hindernissen    | 8. Februar 2000    | A. Glanert    | F. Meyer Price | C. Yiannopoulos, P. Welzel, M. Laabs Kowalski |
| 6.             | Wenn du denkst, du denkst | 15. Februar 2000   | A. Glanert    | F. Meyer Price | C. Yiannopoulos, P. Welzel, M. Laabs Kowalski |
| Zweite Staffel |                           |                    |               |                |                                               |
| 7.             | Fliegender Wechsel        | 17. Oktober 2000   | M. Schmitz    | F. Meyer Price | M. Laabs Kowalski                             |
| 8.             | Happy Birthday            | 24. Oktober 2000   | M. Schmitz    | Regie          | M. Laabs Kowalski                             |
| 9.             | Höhenflüge                | 31. Oktober 2000   | M. Schmitz    | F. Meyer Price | J. O. Haas                                    |
| 10.            | Vor Gericht               | 7. November 2000   | M. Schmitz    | F. Meyer Price | J. O. Haas                                    |
| 11.            | Zug um Zug                | 14. November 2000  | M. Schmitz    | F. Meyer Price | J. O. Haas                                    |
| 12.            | Neues Nest, neues Glück   | 21. November 2000  | M. Schmitz    | C. Klünker     | S. Müller                                     |
| 13.            | Zusammenleben             | 28. November 2000  | M. Schmitz    | C. Klünker     | J. O. Haas                                    |
| 14.            | Wasser marsch             | 5. Dezember 2000   | M. Schmitz    | C. Klünker     | J. O. Haas                                    |
| 15.            | Eifersüchtig              | 12. Dezember 2000  | M. Buxrucker  | C. Klünker     | I. Kobler                                     |
| 16.            | Ring-Fahndung             | 19. Dezember 2000  | M. Buxrucker  | C. Klünker     | M. Gärtner, I. Kobler                         |
| 17.            | Familienzuwachs           | 2. Januar 2001     | M. Schott     | S. Allet-Coche | M. Gärtner, I. Kobler                         |
| 18.            | Aussichtslose Fälle       | 9. Januar 2001     | M. Schmitz    | C. Klünker     | M. Gärtner, I. Kobler                         |
| Dritte Staffel |                           |                    |               |                |                                               |
| 19.            | Nase im Wind              | 19. März 2002      | M. Schmitz    | C. Klünker     | M. Gärtner, I. Kobler                         |
| 20.            | Überraschungsgast         | 26. März 2002      | M. Schmitz    | C. Klünker     | C. Klünker, N. Behr                           |
| 21.            | Das Traumteam             | 2. April 2002      | M. Schmitz    | C. Klünker     | R. Bunzel, A. Gaw, T. Jaud                    |
| 22.            | Getrennte Wege            | 9. April 2002      | M. Schmitz    | C. Klünker     | M. Gärtner, I. Kobler                         |
| 23.            | Leichen im Keller         | 16. April 2002     | F. Sthamer    | D. v.Chappuis  | N. Behr                                       |
| 24.            | Liebeskarussell           | 23. April 2002     | F. Sthamer    | D. v.Chappuis  | R. Bunzel, A. Gaw                             |
| 25.            | Dreiergespann             | 30. April 2002     | M. Gast       | C. Klünker     | I. Kobler                                     |
| 26.            | Reine Nervensache         | 7. Mai 2002        | M. Gast       | C. Klünker     | N. Behr                                       |
| 27.            | Außer Konkurrenz          | 14. Mai 2002       | M. Gast       | C. Klünker     | R. Bunzel, A. Gaw, M. Gärtner                 |
| 28.            | Hochgefühle               | 21. Mai 2002       | M. Gast       | C. Klünker     | C. Ehrhardt                                   |
| 29.            | Entscheidung aus Liebe    | 28. Mai 2002       | M. Gast       | C. Klünker     | R. Bunzel, A. Gaw                             |